# 堀江利真
堀江 利真（ほりえ としざね、生年不詳 - 長禄3年8月11日（1459年9月7日））は、室町時代中期の武将。妻は朝倉家景の娘（朝倉孝景の姉）。
堀江氏（堀江氏）は利仁流河合斎藤氏の系統とされ、越前北部の番田（現あわら市）に本拠を有していた国人衆（在地領主）である。堀江宗家では代々「石見守」を名乗っており、利真もその例に倣って「石見守」と称していた。長禄2年（1458年）から始まった守護斯波義敏と守護代甲斐常治との越前支配権を懸けた合戦（長禄合戦）では、守護側に与して甲斐氏や朝倉氏と対立する。
当初、利真は京都から越前に入ろうとする甲斐・朝倉連合軍を国境で押しとどめるなど、戦況を優位に進めていた。しかし、守護と守護代の対立を危惧した室町幕府が両者の和睦を調停したにもかかわらず、守護側がこれを受けいれなかったため、幕府が守護代側に肩入れするようになる。更に義敏が幕府の関東出兵命令に逆らって守護代側の金ヶ崎城を攻めて敗れると形勢は逆転した。
義敏が8代将軍足利義政の怒りに触れて周防の大内教弘の元に落ちた後も利真は守護代側と対立していたが、長禄3年（1459年）8月11日、越前国足羽郡和田荘の合戦で朝倉将景・景正父子と共に甲斐・朝倉軍に討ち取られた。
利真の死後、堀江庶家の堀江景用がその名跡を継いでいる。